# نووی میر (شهرستان میاکینسکی، باشقیرستان)
نووی میر (انگلیسی: Novy Mir, Miyakinsky District, Republic of Bashkortostan) یک شهرک در شهرستان میاکینسکی استان باشقیرستان کشور روسیه است.